# پائولو پانلی
پائولو پانلی (انگلیسی: Paolo Panelli؛ ۱۵ ژوئیهٔ ۱۹۲۵ – ۱۸ مهٔ ۱۹۹۷) بازیگر اهل ایتالیا بود.
از فیلم‌ها یا برنامه‌های تلویزیونی که وی در آن نقش داشته است می‌توان به من، من، من… و دیگران، ریتا پشه، این و آن، ترور، اسپلندور، قلب‌ها در دریا، عشق به سبک ایتالیایی، مردان خشن و فروشگاه بزرگ اشاره کرد.